# HEART (a flood of circleのアルバム)
『HEART』（ハート）は、a flood of circle5枚目のミニ・アルバム。

## 概要
- 6曲目から15曲目は2019年9月5日に開催された「SHINJUKU LOFT KABUKI-CHO 20TH ANNIVERSARY a flood of circle 10th Anniversary"BUFFALO SOUL x PARADOX PARADE"」でのライブ音源が収録されている。

## 収録曲
1. スーパーハッピーデイ [3:51]
作詞・作曲：佐々木亮介
2. Lucky Lucky [3:38]
作詞・作曲：アオキテツ
3. Lemonade Talk [4:24]
作詞：佐々木亮介
作曲：HISAYO
4. 新しい宇宙 [3:31]
作詞・作曲：渡邊一丘
5. Stray Dogsのテーマ [2:43]
作詞：佐々木亮介
作曲：渡邊一丘、HISAYO、アオキテツ
6. シーガル（- Live Bonus track -） [3:37]
7. Buffalo Dance（- Live Bonus track -） [4:05]
8. エレクトリック ストーン（- Live Bonus track -） [3:30]
9. 僕を問う（- Live Bonus track -） [3:07]
10. ラバーソウル（- Live Bonus track -） [4:47]
11. 博士の異常な愛情（- Live Bonus track -） [3:18]
12. Paradox（- Live Bonus track -） [3:12]
13. アンドロメダ（- Live Bonus track -） [4:13]
14. 噂の火（- Live Bonus track -） [5:37]
15. 水の泡（- Live Bonus track -） [4:43]

## 参加ミュージシャン
a flood of circle
- 佐々木亮介：Vocal & Guitar
- HISAYO：Bass
- 渡邊一丘：Drams
- アオキテツ：Guitar